# Philikos aus Kerkyra
Philikos (Φίλικος) von Kerkyra (Korfu) war ein tragischer Dichter des 3. Jahrhunderts v. Chr., der ein Mitglied der Pleias war. Er lebte in Alexandreia und war Demeterpriester. Er könnte 24 oder 42 Tragödien geschrieben haben. Er könnte der Verfasser eines Demeter-Hymnos sein, der zu einem großen Teil erhalten ist. Eine Art von Hexameter ist nach ihm benannt worden.